# Fondazioni a pozzo
Le fondazioni discontinue indirette a pozzo, sono costituite da scavi a sezione obbligata profondi, riempiti con materiale arido accuratamente costipato o conglomerato cementizio a basso tenore di cemento.